# Celerena eucnemis
Celerena eucnemis är en fjärilsart som beskrevs av Felder 1875. Celerena eucnemis ingår i släktet Celerena och familjen mätare. Inga underarter finns listade i Catalogue of Life.